# 崇徳中学校・高等学校
崇徳中学校・高等学校（そうとくちゅうがっこう・こうとうがっこう）は、広島市西区楠木町に所在し、中高一貫教育を提供する私立中学校・高等学校。

## 概要
校名の「崇徳」の由来は、『仏説無量寿経』（ぶっせつむりょうじゅきょう）の中にある「崇徳興仁　務修礼譲」（徳を尊び、思いやりの心を培い、修養に励んで、礼義を重んじる）という箇所から、明治時代の西本願寺21世法主の明如（大谷光尊）が選んだものを当学園に授けたものである。
西本願寺系の龍谷総合学園加盟校であり、龍谷大学への特別推薦制度がある。多くの生徒が進学している。
生徒が学ぶコースは、2000年からスタートした「中高一貫6年制」。他中学から進学してきた生徒には「特別進学コース」と「進学コース」と「クラブ推薦コース」がある。「進学コース」は高校2年へ進級の際、主に「五型（国公立）理系・文系」「三型（私立）理系・文系」「仏教コース」に別けられる。「特別進学コース」は長期休暇中に開講される補習を受けることが義務付けられており、7限目の補講が行われる。「進学コース」から「特別進学コース」へは高校1年から2年へ進級する際、模試の結果や成績などを考慮され変更することが出来る。
校内には中学校と高校が併設しており施設も共同で使う。崇徳学園の図書館の蔵書数は約4万冊あり、以前は広島県の学校図書館の中では最大規模であった。今でも月に100冊以上の新刊図書をそろえ、生徒の幅広いニーズにこたえている。
広島県では4番目に古い高校である。
2020年度から男女共学になり、制服がブレザーに改定された。

## 沿革

### 年表
- 1875年 - 「学仏場」として広島市胡町に寺院子弟の専門学校として開学。
- 1877年 - 「進徳教校」に改組。
- 1882年 - 「進徳教校」が広島市西区楠木町の現在地に移転。
- 1883年 - 真宗崇徳教社が「進徳教校」の経営に関わる。
- 1900年 - 校名を「仏教中学」に改める。
- 1901年 - 校名を「広島仏教中学」に改める。修業年限を5年制にする。
- 1902年 - 西本願寺が学校の直接経営権を握り、校名を「第四仏教中学」[3] に改める。
- 1912年 - 西本願寺の意向により、第四仏教中学閉校[4]。
- 1913年 - 旧制崇徳中学校として再スタート。この年より門戸を一般に開放。経営は真宗崇徳教社。初代校長に観山覚道就任。
- 1928年 - 旧制中学校歌制定（1948年の新制高校発足後に歌詞を一部変更の上再制定）[5]
- 1945年 - 原爆により校舎全壊。市内猫屋町の光道小学校を仮校舎として9月、授業再開。
- 1948年 - 学制改革により、新制「崇徳高等学校」発足。中学校を併設。
- 1951年 - 真宗崇徳教社が経営権を学校法人崇徳学園に譲渡。商業科を高校に併設。
- 1964年 - 創立88年記念式典開催。戦前に発行されていた学園誌が1回限りの復刊。体育館竣工。
- 1967年 - 崇徳中学校を広島市西区大芝に移し、全寮制を取る。「興仁寮」竣工。
- 1972年 - 戦前に発刊されていた学園誌が正式復刊。
- 1973年 - 経営のあり方を巡り理事会と教職員が対立。教職員は組合を作りストライキを起こした。理事は全員辞任。
- 1976年 - 第48回選抜高等学校野球大会で硬式野球部初優勝。
- 1983年 - 商業科募集停止。
- 1985年 - 特別進学コース（Aコース）設置。7時間制。
- 1986年 - 商業科35年の歴史に幕。これにより高校は普通科A・Bコースと仏教コースのみとなる。
- 1991年 - 台風19号被害で保険金を簿外処理していた事が発覚。社会問題に発展し理事長が辞任。事務員が懲戒免職。
- 1993年 - 中学校の寮「興仁寮」閉鎖。
- 1995年 - 龍谷大学と教育連携校締結。
- 2000年 - 中高一貫教育がスタートし、中学校が高校敷地内に戻る。
- 2001年 - 新校舎落成。
- 2006年 - 韓国の釜山広域市にある大淵高等学校と交流を始める[6]。
- 2019年 - 慧光館・清光館・興仁館が竣工。
- 2020年 - 特別進学コース共学化。
- 2021年 - 全コース共学化。

## 崇徳教社との関係
- 1951年まで真宗崇徳教社が経営に関わっている。元々、進徳教校は崇徳教社の「興学・布教・慈善」という三大目的の一つ「興学」の実施機関という性格を有していたとされる。進徳教校は明治34年（1901年）に広島仏教中学と改名され、経営を本願寺に移した。翌明治35年には第四仏教中学と改称し、明治45年（1912年）に本願寺は第四仏教中学を兵庫県の六甲山に移した。その後、崇徳教社の手により普通中学が開校され旧制崇徳中学校として存続していくことになる[7]。詳しくは、崇徳教社を参照。

### 崇徳銀行
- 1912年から1925年にかけて存在した銀行である。崇徳教社は当初財政難であったが、崇徳銀行を設立し、その収益を学校運営に回していたとされる。

## 学校行事
中学校では、学年毎に修学旅行がある。スポーツ・クラブ活動を積極的に奨励している。文化祭においては、話し方大会·イングリッシュスピーキングコンテスト·劇発表・音楽発表・弁論大会・クラスでの研究発表・クラブの模擬店やカラオケ大会などが行われる。
高校では生徒数が多いため「体育祭」は存在しない。その代わりとして定期考査終了後「クラスマッチ」という形でソフトボール・バレーボール・バスケットボール・バドミントン・オセロなどが行われている。文化祭は「崇徳祭」と呼ばれ毎年11月に2日間にわけて行われている。学年ごとに出し物に制限がかけられており、学年が上がるごとに緩くなっていく。最高学年である3年生になると各クラス模擬店を出店し軽食等を提供する。
中学・高校全体では年に一度演劇鑑賞が行われている。また、本校では3年に1度劇団四季の劇を貸し切りで鑑賞している（保護者も鑑賞可能）。

### 宗教行事
本校では4月の花祭り（灌仏会）、5月21日の宗祖降誕会並に開校記念式、11月28日の報恩講並に学園関係者追悼法要という三大仏教行事が行われる。加えて、1951年に学園内の原爆供養塔建立を機縁として、毎年8月6日には原爆忌法要が行われ、全校生徒の登校日として制定化し、全学挙げての追悼式が行われている。

## クラブ活動
- 中学校運動部

:バレーボール部/柔道部/野球部/剣道部/卓球部/バスケットボール部/テニス部/陸上競技部/体操部/サッカー部/ラグビー部
- 中学校文化部

宗教部/理化部/ESS/パソコン部/将棋オセロ部
- 高等学校運動部

弓道部/硬式野球部/バレーボール部/柔道部/アメリカン・フットボール部/ボクシング部/ソフトテニス部/サッカー部/卓球部/体操部/軟式野球部/空手道部/ゴルフ部/自転車部/バドミントン部/テニス部/陸上競技部/剣道部/ラグビー部/バスケットボール部/水泳部
- 高等学校文化部

グリークラブ/軽音楽部/宗教部/数学研究部/文芸部/新聞部/化学部/生物部/ESS/美術部/書道部/写真部/茶道部/映画研究部/漫画研究部/平和問題研究部/インターアクト部/多文化共生研究部

高等学校の主要なクラブ活動は以下の通り。

### 体育系

#### バレー部
1946年創部。全国的にも強豪校として知られている。高校三冠といわれる選手権・高校総体（2010年度より選手権から分離）・国体、およびかつてのタイトルであった春高バレー（1970年度から2009年度までで終了）において、獲得した全国タイトルは全国男子高校最多計18回（選手権8・総体0・国スポ6・春高4）を誇る（9人制含む）。また、準優勝17回・ベスト4に11回・ベスト8に11回にも輝いている。OBに猫田勝敏ら。1990年には米田一典が全日本女子監督、西本哲雄が全日本女子ジュニア、小早川啓がNKK、井原文之が富士フイルム、小田雅志がJT、寺廻太が日本電気と日本リーグ男子8チームのうち半分の4チームを含め6人の出身者が監督に就任した。
近年は全国大会優勝から遠ざかっているが、2016年第68回春高バレーでは久々にベスト8へと駒を進め、2018年度国民体育大会では、本校選手を主軸とした広島代表チームにおいて準優勝の成績をおさめる。

#### ラグビー部
1932年（昭和7年）創部。「日本ラグビーの父」と呼ばれる元日本ラグビーフットボール協会会長である香山蕃の実弟である本学教諭であった香山俊二により創部された。広島県下で最も古い歴史を持つ。全国高校ラグビーフットボール大会に14回出場、ベスト4（3回）の実績がある。また、国民体育大会（単独出場9回）では準優勝1回・ベスト4が2回。1980年以降は、戦後の広島県ラグビー界で台頭してきた広島県立広島工業高等学校や近年台頭してきた尾道高等学校により全国大会出場が阻まれている。
全国高等学校選抜ラグビーフットボール大会には2011年に実行委員会推薦枠で出場が決まったが東日本大震災により大会が中止になった。2017年に再び推薦枠に選ばれ、大会に出場した。

##### 戦績
全国高等学校ラグビーフットボール大会（旧全国中等学校ラグビーフットボール大会）戦績
| 出場年 | 大会 | 1回戦             | 2回戦             | 準々決勝      | 準決勝            | 決勝 |
| ------ | ---- | ----------------- | ----------------- | ------------- | ----------------- | ---- |
| 1935   | 17   | 3-39●（京都三中） |                   |               |                   |      |
| 1936   | 18   | 8-9●（脇町中）    |                   |               |                   |      |
| 1937   | 19   |                   | 3-3○（福岡中）    |               | 0-11●（培材高普） |      |
| 1938   | 20   |                   | 6-3○（同志社中）  |               | 0-36●（秋田工）   |      |
| 1939   | 21   |                   | 3-28●（撫順中）   |               |                   |      |
| 1940   | 22   |                   | 0-18●（養正中）   |               |                   |      |
| 1942   | 24   | 3-5●（脇町中）    |                   |               |                   |      |
| 1943   | 25   |                   | 16-5○（同志社中） |               | 0-12●（福岡中）   |      |
| 1949   | 28   | 11-14●（北見中）  |                   |               |                   |      |
| 1951   | 30   | 3-15●（金足農）   |                   |               |                   |      |
| 1961   | 40   | 0-10●（京王）     |                   |               |                   |      |
| 1962   | 41   | 0-0○（北海）      | 27-3○（和歌山商） | 0-11●（保善） |                   |      |
| 1966   | 45   | 6-18●（盛岡工）   |                   |               |                   |      |
| 1980   | 60   | 7-4○（千葉南）    | 13-16●（福岡）    |               |                   |      |

#### 硬式野球部
創部は1947年。1961年広島大会で優勝し甲子園に初出場（1968年夏〈第40回〉ではベスト16）。1976年春（第48回）で優勝。甲子園には春3回（1976年〈第48回〉、1978年（〈第50回〉、1993年〈第65回〉）、夏2回（1961年（第31回〉、1976年〈第58回〉）出場。
1976年のドラフト会議では、應武篤良（近鉄3位指名、拒否して早稲田大学へ進学）、黒田真二（日本ハム1位指名、のちにヤクルト）、山崎隆造（広島1位指名）、小川達明（広島5位指名）と、同じ高校から1位二人を含む4人が指名され、当時は珍しく話題を呼んだ。スローガンは「一球入魂」。

##### 歴代監督
- 新制高校以降の硬式野球部の歴代監督を列記する[8]。

| 歴代 | 監督名   | 備考                                             |
| ---- | -------- | ------------------------------------------------ |
| 初代 | 久保和彦 | 時期：1947年～1953年、1950年に広島県高野連に加盟 |
| 2代  | 高橋知信 | 時期：1953年～1955年                             |
| 3代  | 木村三人 | 時期：1955年～不明                               |
| 4代  | 吉田祥三 | 初の生え抜き監督                                 |
| 5代  | 小西敏也 |                                                  |
| 6代  | 久保和彦 | 1961年選手権大会初出場、ベスト8                  |
| 7代  | 鳴川則弘 |                                                  |
| 8代  | 土取武宣 | 時期：不明～1975年                               |
| 9代  | 久保和彦 | 時期：1975年～1976年、選抜初出場・初優勝         |
| 10代 | 吉田祥三 | 時期：1976年～1977年、2度目の選手権大会出場      |
| 11代 | 畠繁明   | 時期：1977年～1979年、2度目の選抜出場            |
| 12代 | 陶山秀樹 | 時期：1979年～1987年                             |
| 13代 | 土取武宣 | 時期：1987年～1990年                             |
| 14代 | 登利夫   | 時期：1990年～2001年、3度目の選抜出場            |
| 15代 | 藤本誠   | 時期：2001年～2018年                             |
| 16代 | 應武篤良 | 時期：2018年～2022年                             |
| 17代 | 藤本誠   | 時期：2022年～現在（15代の再任）                 |

##### 原爆打線
1976年の選抜高校野球優勝時の崇徳打線に対して、毎日新聞などのメディアが名付けたものとされている。

| 打順 | 選手名 | 守備位置 |
| ---- | ------ | -------- |
| 1番  | 山崎   | 遊撃手   |
| 2番  | 樽岡   | 二塁手   |
| 3番  | 小川   | 中堅手   |
| 4番  | 永田   | 左翼手   |
| 5番  | 應武   | 捕手     |
| 6番  | 釘屋   | 右翼手   |
| 7番  | 兼光   | 一塁手   |
| 8番  | 黒田   | 投手     |
| 9番  | 槇村   | 三塁手   |
|      | 久保   | 監督     |

##### 戦績
甲子園戦績（春：5勝2敗、夏：3勝2敗）
| 出場年 | 出場大会 | 大会 | 1回戦           | 2回戦             | 3回戦        | 準々決勝       | 準決勝           | 決勝         |
| ------ | -------- | ---- | --------------- | ----------------- | ------------ | -------------- | ---------------- | ------------ |
| 1961   | 選手権   | 43   | 3-2○（武生）    | 4-1○（新発田農）  |              | 1-3●（岐阜商） |                  |              |
| 1976   | 選抜     | 48   | 11-8○（高松商） | 4-1○（鉾田一）    |              | 4-0○（福井）   | 3-1○（日田林工） | 5-0○（小山） |
| 1976   | 選手権   | 58   |                 | 10-8○（東海大四） | 0-1●（海星） |                |                  |              |
| 1978   | 選抜     | 50   | 1-2●（南宇和）  |                   |              |                |                  |              |
| 1993   | 選抜     | 65   |                 | 3-5●（大宮東）    |              |                |                  |              |

#### 軟式野球部
1995年、第40回軟式野球選手権大会に初出場。軟式野球選手権大会に出場9回（1995年第40回大会・1997年第42回大会・2001年第46回大会・2002年第47回大会・2014年第59回大会・2015年第60回大会・2017年第62回大会・2019年第64回大会・2023年・第68回大会）。2002年には国民体育大会で全国優勝、2019年第64回選手権大会で準優勝を果たすなど、近年では軟式野球部も強豪校として知られている。
主なOBにオリックス・ブルーウェーブでエースとして活躍した小林宏がいる。

##### 延長50回
2014年第59回大会では、準決勝において岐阜県の中京高等学校と対戦したが、延長50回（8月28日～8月31日）の末、3-0で敗戦した。この一戦を機に、高校野球にタイブレーク制を導入することが検討されるようになった。

##### 戦績
選手権：7勝9敗、国体：4勝2敗
| 出場年 | 出場大会 | 大会 | 1回戦            | 2回戦            | 準々決勝       | 準決勝                | 決勝                   |
| ------ | -------- | ---- | ---------------- | ---------------- | -------------- | --------------------- | ---------------------- |
| 1995   | 選手権   | 40   |                  | 2-5●（修徳）     |                |                       |                        |
| 1997   | 選手権   | 42   | 1-6●（仙台商）   |                  |                |                       |                        |
| 2001   | 選手権   | 46   | 0-2●（中京）     |                  |                |                       |                        |
| 2002   | 選手権   | 47   | 3-1○（日大三）   |                  | 1-2●（比叡山） |                       |                        |
| 2002   | 国体     | 57   |                  | 3-0○（仙台育英） |                | 9-0○（土佐塾）        | 5-4○（育英）           |
| 2014   | 選手権   | 59   | 2-1○（上田西）   | 4-0○（文徳）     |                | 0-3●（中京）          |                        |
| 2014   | 国体     | 69   |                  | 5-2○（三浦学苑） |                | 3-3〈TB0-2〉●（南部） |                        |
| 2015   | 選手権   | 60   | 3-2○（正智深谷） |                  | 0-2●（能代）   |                       |                        |
| 2015   | 国体     | 70   |                  | 0-1●（作新学院） |                |                       |                        |
| 2017   | 選手権   | 62   | 0-1●（早大学院） |                  |                |                       |                        |
| 2019   | 選手権   | 64   | 7-0○（早大学院） |                  | 1-0○（村野工） | 7-1○（新田）          | 2-5●（中京学院大中京） |
| 2023   | 選手権   | 68   | 0-4●（登別朝日） |                  |                |                       |                        |

#### 柔道部
いわゆる強豪校として知られ、多くのオリンピック・世界選手権の金メダリストを輩出している。古くは川口孝夫、南喜陽、森脇保彦、また最近では上川大樹など。2013年インターハイ柔道競技では、男子団体戦で初優勝を果たした。

#### 剣道部
全国的にも強豪校として知られている。国民体育大会で2度の優勝をしている。インターハイや国体に複数の選手が出場している。OBには第56回全日本剣道選手権大会で第三位に入賞した有場賢輔がいる。

#### アメリカンフットボール部
広島県内で同部を置く学校は、崇徳と広島城北（広島城北高校ロングホーンズ）の2校のみであるため、全国大会へは多く出場している。大学スポーツ推薦の基準を満たしているため、有名大学に入学可能。チーム名は「崇徳高校ファイティングダックス」である。

#### ボクシング部
インターハイや国体に複数の選手が出場している。OBにプロボクサーの柳川荒士や辻昌建、丸亀光などがいる。また、2014年には原田直樹がボクシング高校3冠を達成している。

#### サッカー部
1922年創部。途中、戦争による公式試合の中止により休部状態となる。1967年に同好会として復活し、翌年にはクラブに昇格する。1977年に全国高校サッカー選手権大会に初出場を果たす。著名な出身者に樋渡群など。

### 文化系

#### グリークラブ
県内の高校では唯一で、全国的に見ても数少ない男声合唱部である。過去に全日本合唱コンクールに出場し、出場21回中金賞10回、銀賞8回、銅賞2回、優良賞1回をそれぞれ受賞しており、全国的な実力を誇る。また、過去8回海外演奏旅行を行っており、カーネギー・ホールで3度の演奏経験がある。秋に開催する定期演奏会も2010年度で40回を数える。最盛期は部員が100名を超えていたが近年は少子化などの影響もあり、減少傾向にある。著名な出身者に南一誠、太田務、HIPPYなど。

#### 新聞部
「記事は足で書く」をモットーに活動している。1949年より「崇徳学園新聞」を刊行している。創部以来発行を続けてる全校配布の「本紙」だけなく、2014年からは壁新聞の「速報版」の発行も開始した。	全国高等学校総合文化祭新聞部門には2014年の「いばらき総文」から連続で県代表として出場を続けており、2020年は優秀賞、2021年には創部以来初めての最優秀賞を受賞した。2022年も最優秀賞を受賞。近年は全国規模のコンクールでも上位入賞の評価を得られる紙面作りを行うなど、活発な活動がなされており、ラジオやテレビ、新聞などでその活動が取り上げられている。

### かつて存在したクラブ

#### 相撲部
かつて本校に存在した体育系クラブ。大正2年（1913年）の旧制崇徳中学校創立と同時に相撲部ができ、巡業中の綾の川、栃木山を迎えて土俵開きを行った。昭和3年（1928年）に相撲場を新築して、来広中の横綱常ノ花の土俵入りが行われた。戦前の旧制崇徳中学校の相撲部は広島県のみならず中国地方でその強剛ぶりがうたわれており、昭和17年（1942年）に橿原神宮で開催された全国大会では準決勝まで進出して惜敗している。戦前の相撲部隆盛の原動力に竜口浄海（四股名は滝口川、龍谷大でも横綱格）がおり、竜口の指導を受けて大正10年頃には清水義海、花本務（後に、新制高陽中学校校長・テレビ新広島取締役等を歴任）らが活躍した。花本の教え子には後に早稲田大学相撲部主将として学生相撲で活躍した中村隆夫（本校教諭）がいた。
戦後、昭和38年（1963年）には中村の指導を受けた亀岡忠が高校横綱となる等の成績をおさめている。浜井幸徳、矢野維敏、中村辰雄らの指導を受けて、昭和5０年中国大会を制覇した中元輝清は、卒業後出羽海部屋に入門、同校出身者初の大相撲力士となった。怪我で引退後は経験を生かして相撲協会初のトレーナーとして多くの力士のサポートをした。平成に入っても毎年全国高校選手権大会に出場していたが、入部者数の減少により相撲部は休部、相撲場も姿を消すこととなった。

## 校章・校旗・校歌
出典

### 校章
崇徳中学校校章
1912年4月の旧制崇徳中学校開校にあたり、初代校長である観山覚道の創案により校章が制定された。校章の三つの尖端は、三篠の地名を示すとともに仏教でいう三宝（仏宝・法宝・僧宝）を意味し、仏教的精神を教育の基調とすることを象徴している。また、知・徳・体を兼ね備えた優れた社会人への教育をも表している。戦後はそのまま新制崇徳中学校の校章として使用されている。
崇徳高等学校校章
1948年の学制改革により新制高校が発足するにあたり、新しく校章が制定された。「高」の寺は、「教育基本法」並びに「学校教育基本法」に基づく高等学校を表している。また、校章の地紋である三枚の葉は「笹」の葉で、学校所在地の「三篠」の地を表すとともに仏教の三宝を図案化したものである。
校章のもう一つの部分である「兜」の上部（鍬形）は、「帰依三法」を表すもので、仏・法・僧に帰依するという意味である。

### 校旗
旧制崇徳中学校校旗は1929年4月に制定された。大正末年から昭和初年にかけて、学校単位で儀礼・儀式等に参加する機会が多くなり、加えて国家的・軍事教育的な団体訓練が増加した。1929年12月に東練兵場（現在の広島駅北側、東区光町・若草町一帯に所在）で親閲式が挙行され、校旗を先頭に整列し「御親閲」を受けた。戦前の中学校旗はこの時期に制定されたものが多いとされる。
なお、戦時中には前述の崇徳中学校校旗は疎開しており、戦災を免れ、現在も学校に保存されている。

### 校歌
崇徳中学校の校歌は1928年11月に制定された。作詞は当時本校国語科教諭であった藤井常登、作曲は陸軍戸山学校軍楽隊指揮者を務めた永井建子である。永井が作曲した経緯は、当時広島市にある浄宝寺住職であった諏訪令海がアメリカから帰国した後に自分の寺を欧米風に改め、図書館や青年会館を作ったり、音楽教室を開いていた。そこで当時軍楽隊を辞めていた永井に指導に来てもらっていたところへ崇徳中学校の教諭が赴いて雑談しているうちに校歌の話が出て、作曲を永井に依頼するに至ったとされる。
作曲後に永井は本校講堂において全生徒に校歌の教授・指導を行い、数回の練習で覚えさせたといわれる。

#### 歌詞の変遷
戦後の学制改革により新制高校となったので、歌詞の一番では「わが中学校」が「われらの学園」に、また生徒数の増加により歌詞の三番では「七百の健児は雄々し」が「健児わが意気高らかに」と一部変更された。

## 交通アクセス
- JR山陽本線:横川駅（徒歩約15分）、新白島駅（徒歩約9分）
- 広島新交通1号線（アストラムライン）:白島駅（徒歩約5分）
- 広島バス、広島交通、中国ジェイアールバス：白島北町バス停（徒歩約5分）

## 同窓会組織
- 崇徳学園同窓会
- 崇徳高校バレーボール部OB会
- 崇徳学園同窓会関東支部 - ウェイバックマシン（2013年7月29日アーカイブ分）
- 近畿崇徳会